# Parc national de l'Una
Le parc national de l'Una (en serbo-croate : Национални парк Уна, romanisé : Nacionalni park Una) est un parc national situé en Bosnie-Herzégovine. La zone a été déclarée parc national en 2008. Le parc tire son nom de la rivière Una qui le traverse,. Avec 198 km², c’est le plus grand parc national de Bosnie-Herzégovine. L’objectif principal du parc est de protéger la rivière Una intacte et ses affluents Krka et Unac, qui la traversent.

## Description
Les cascades et les rapides d’eau vive de l’Una mettent en valeur le parc. Les cascades les plus célèbres sont celles de Martin Brod, où commence la populaire compétition de kayak « International Una Regatta », et de Štrbački Buk plus en aval. Dans tout le parc, les visiteurs peuvent profiter de conditions idéales pour le rafting, la pêche, le vélo, la randonnée et le camping. Sauter des ponts de la ville à Bihać et Bosanska Krupa est également populaire. La plus grande cascade sur la rivière Una est Štrbački Buk, et l’une des principales caractéristiques du parc. 
Le parc national d’Una est également connu pour sa biodiversité, avec 30 espèces de poissons, 130 espèces d’oiseaux et d’autres animaux, dont le lynx, le renard, le loup, l’ours et le chamois.
Le parc national d’Una se trouve à proximité de la forêt vierge de montagne de Plješivica, qui s’étend entre la Bosnie-Herzégovine et la Croatie, et du parc national croate des lacs de Plitvice.

## Patrimoine culturel
La zone du parc possède un riche patrimoine culturel et historique et de nombreux sites archéologiques, dont beaucoup datent de la période préhistorique. Le patrimoine historique et culturel important de la zone à l’intérieur et à l’extérieur de la zone du parc est le fort romain Milančeva Kula, le monastère de Rmanj, la forteresse médiévale Ostrovica au-dessus de Kulen Vakuf, ainsi qu’à l’extérieur de la zone du parc Sokolačka Kula, une forteresse dans le village de Sokolac près de Bihać, et le château d’Ostrožac entre Bihać et Bosanska Krupa.

## Galerie

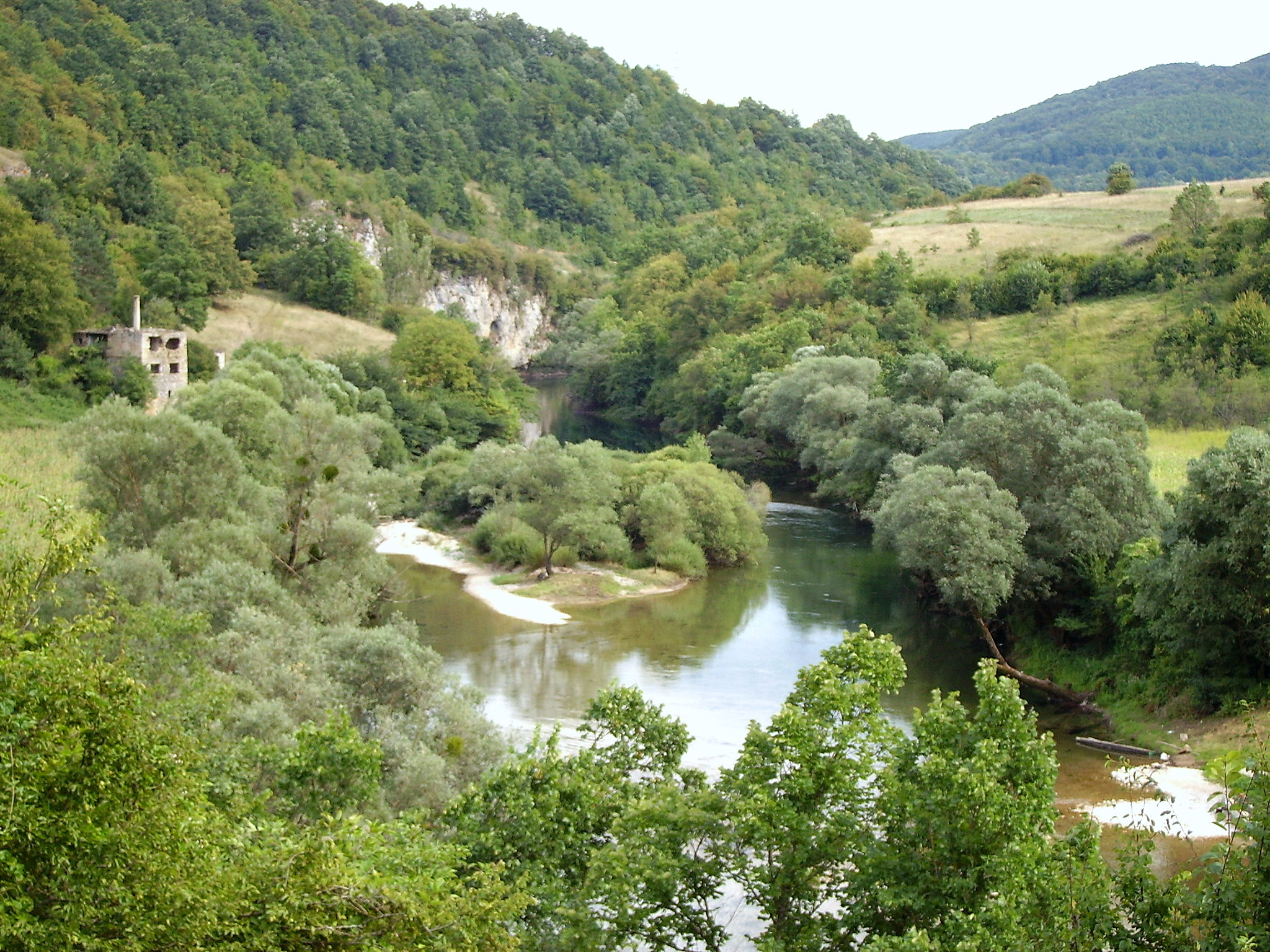
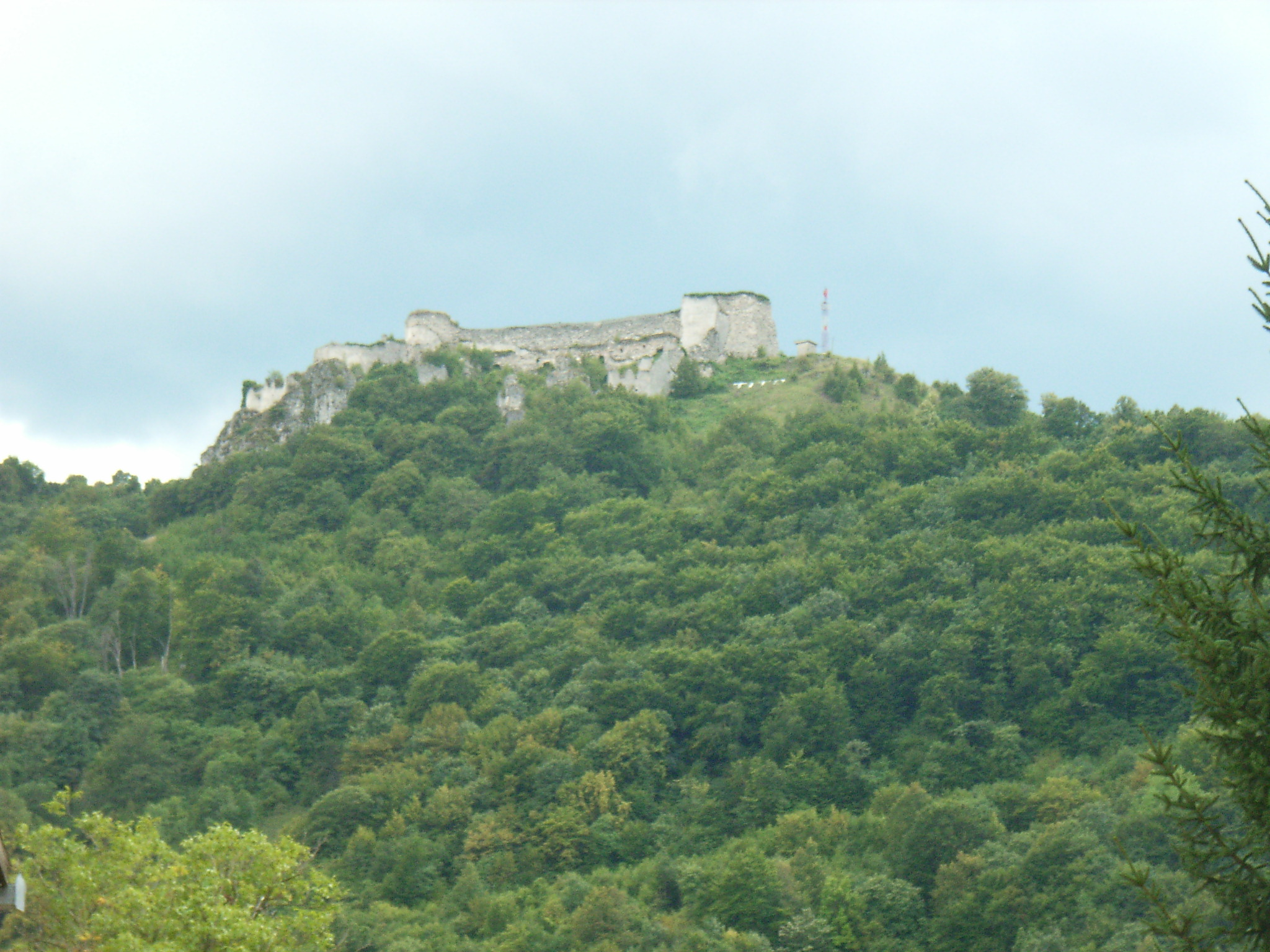
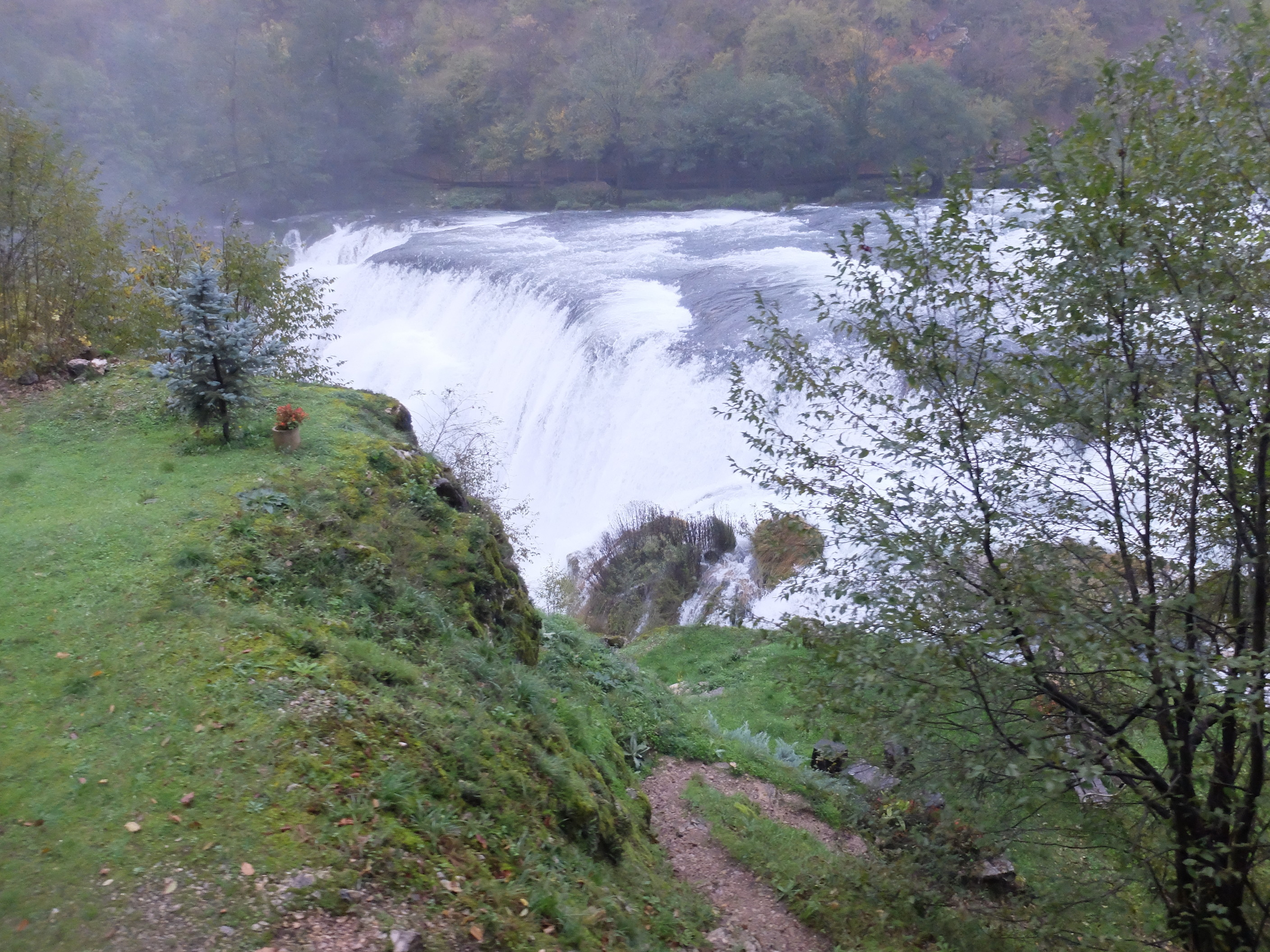
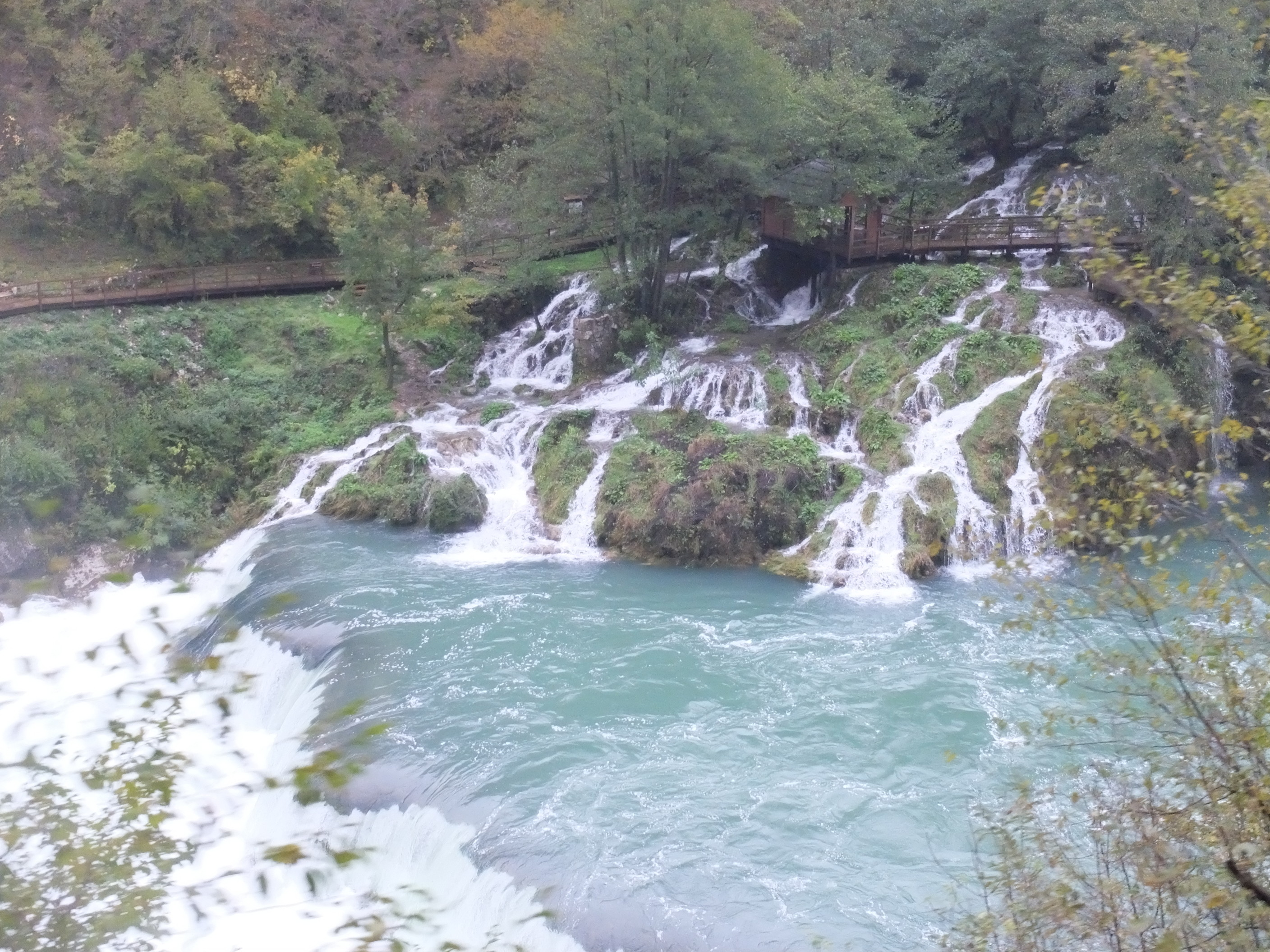
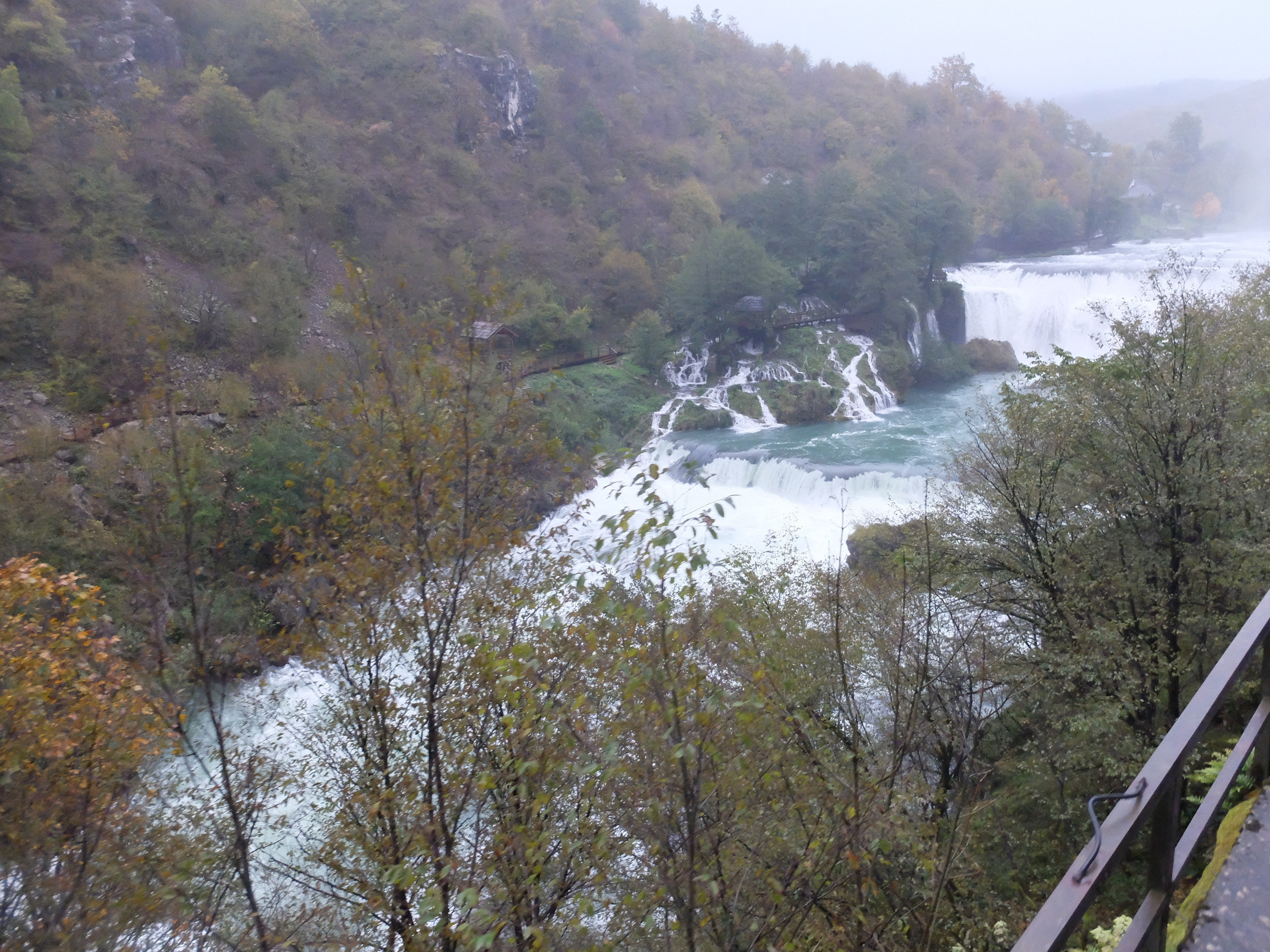